# Pazifische Taifunsaison 2006

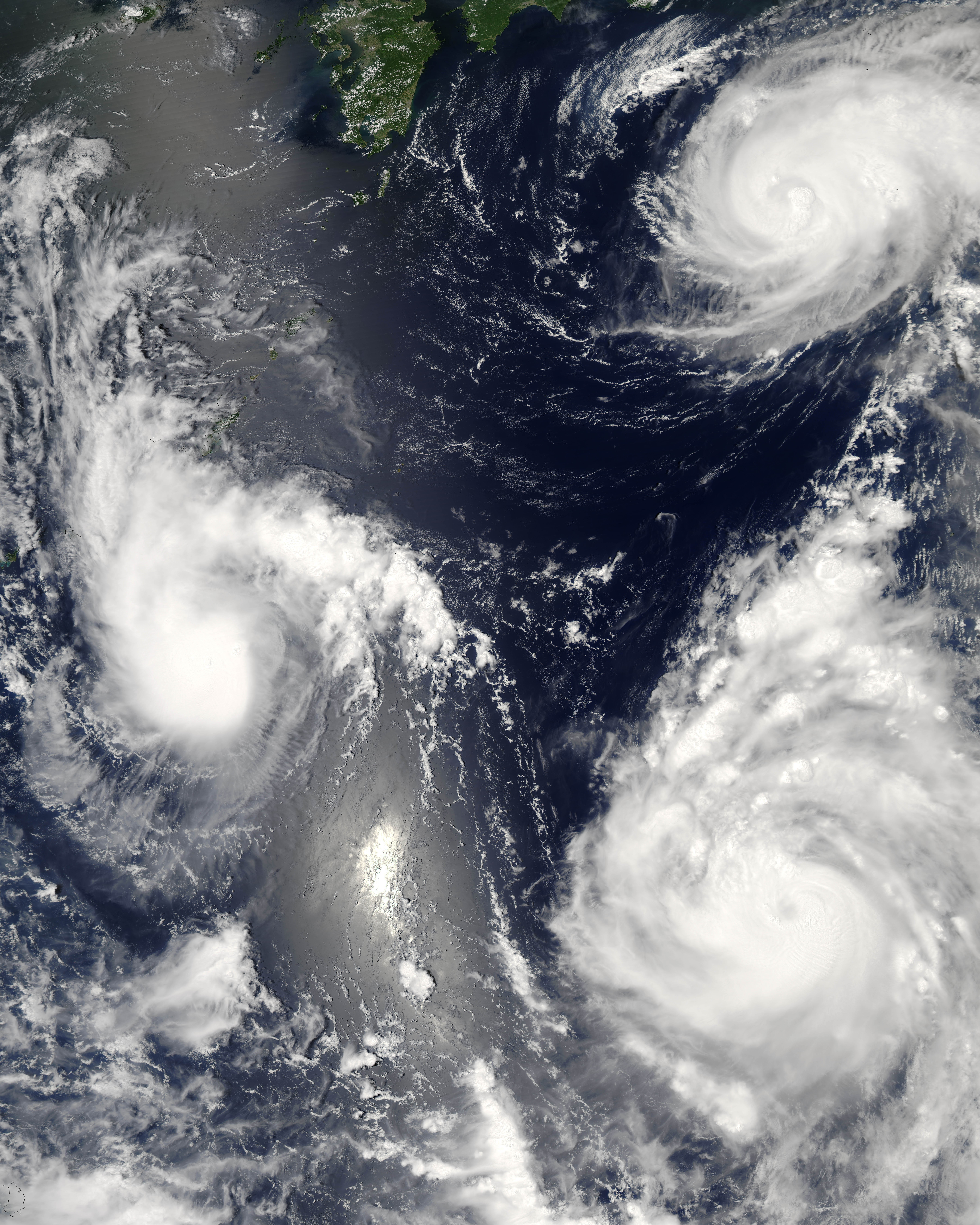
Maria, Bopha und Saomai (2006-08-07)

Nachfolgend findet sich eine Liste der Taifune, die 2006 im Nordwestpazifik aufgetreten sind.

## Aufführen
| Nummer | Name      | Entstehung (UTC) | Auflösung (UTC)  | Niedrigster (hPa) |
| ------ | --------- | ---------------- | ---------------- | ----------------- |
| 200601 | CHANCHU   | 2006-05-09 12:00 | 2006-05-19 00:00 | 930               |
| 200602 | JELAWAT   | 2006-06-27 12:00 | 2006-06-29 00:00 | 996               |
| 200603 | EWINIAR   | 2006-06-30 18:00 | 2006-07-10 12:00 | 930               |
| 200604 | BILIS     | 2006-07-09 06:00 | 2006-07-15 06:00 | 970               |
| 200605 | KAEMI     | 2006-07-19 12:00 | 2006-07-26 00:00 | 960               |
| 200606 | PRAPIROON | 2006-08-01 06:00 | 2006-08-05 00:00 | 970               |
| 200607 | MARIA     | 2006-08-05 18:00 | 2006-08-10 06:00 | 975               |
| 200608 | SAOMAI    | 2006-08-05 12:00 | 2006-08-11 00:00 | 925               |
| 200609 | BOPHA     | 2006-08-06 12:00 | 2006-08-09 06:00 | 980               |
| 200610 | WUKONG    | 2006-08-13 00:00 | 2006-08-19 12:00 | 980               |
| 200611 | SONAMU    | 2006-08-14 00:00 | 2006-08-15 06:00 | 992               |
| 200612 | IOKE      | 2006-08-27 12:00 | 2006-09-06 18:00 | 920               |
| 200613 | SHANSHAN  | 2006-09-10 12:00 | 2006-09-18 12:00 | 919               |
| 200614 | YAGI      | 2006-09-17 06:00 | 2006-09-25 06:00 | 910               |
| 200615 | XANGSANE  | 2006-09-26 00:00 | 2006-10-02 00:00 | 940               |
| 200616 | BEBINCA   | 2006-10-03 00:00 | 2006-10-06 06:00 | 980               |
| 200617 | RUMBIA    | 2006-10-03 06:00 | 2006-10-06 00:00 | 985               |
| 200618 | SOULIK    | 2006-10-09 12:00 | 2006-10-16 12:00 | 955               |
| 200619 | CIMARON   | 2006-10-27 06:00 | 2006-11-04 12:00 | 920               |
| 200620 | CHEBI     | 2006-11-09 12:00 | 2006-11-13 12:00 | 925               |
| 200621 | DURIAN    | 2006-11-26 12:00 | 2006-12-05 06:00 | 915               |
| 200622 | UTOR      | 2006-12-07 18:00 | 2006-12-14 06:00 | 945               |
| 200623 | TRAMI     | 2006-12-17 12:00 | 2006-12-18 18:00 | 1000              |